# Melissa Seidemann
Pour les articles homonymes, voir Seidemann.
Melissa Seidemann, née le 26 juin 1990 à Hoffman Estates en Illinois, est une joueuse américaine de water-polo. Elle a remporté la médaille d'or olympique en 2012, 2016 et 2021.

## Palmarès
- Jeux olympiques d'été de 2012 à Londres (Royaume-Uni)
  -  médaille d'or au tournoi olympique
- Jeux olympiques d'été de 2016 à Rio de Janeiro (Brésil)
  -  médaille d'or au tournoi olympique
- Jeux olympiques d'été de 2020 à Tokyo (Japon)
  -  médaille d'or au tournoi olympique